# غلوبال لانغويج مونيتور
غلوبال لانغويج مونيتور هي شركة مقرها أوستن تكساس والتي تقوم بتوثيق وتحليل وتعقيب الموضة في استخدام اللغة في جميع أنحاء العالم مع التركيز بشكل خاص على اللغة الإنجليزية. تعرف على وجه الخصوص بالتحليل السياسي وتصنيف الكليات والجامعات والمفردات فيما يخص عالية التقنية وتحليل وسائل الاعلام وكذلك تتبع المثير للجدل في اللغة الإنجليزية التي وصلت إلى مليون كلمة.